# Старокожев, Иван Александрович
Иван Александрович Старокожев — советский хозяйственный деятель, Герой Социалистического Труда.

## Биография
Родился в 1921 году в селе Благовещенка. Член КПСС.
В 1934—1941 гг. — рядовой колхозник, тракторист колхоза имени Буденного Курдайского района Алма-Атинской/Джамбулской области Казахской ССР.
Участник Великой Отечественной войны: наводчик орудия 6-й батареи 1432-го легкого артиллерийского полка 37-й легко-артиллерийской бригады 17-й артиллерийской дивизии прорыва РГК
В 1946—1958 гг. — тракторист Успенской МТС.
В 1958—1964 гг. — тракторист совхоза «Курдайский», в 1964—1982 гг. — тракторист совхоза «Коккайнарский» Курдайского района Джамбулской области Казахской ССР.
Указом Президиума Верховного Совета СССР от 13 декабря 1972 года присвоено звание Героя Социалистического Труда с вручением ордена Ленина и золотой медали «Серп и Молот».
Умер после 2001 года в Матвеево-Курганском районе Ростовской области.

## Награды и звания
- Герой Социалистического Труда (13.12.1972)
- Орден Ленина (13.12.1972)
- Орден Отечественной войны II степени (21.05.1945, 06.04.1985)
- Орден Трудового Красного Знамени (23.06.1966)
- Орден Красной Звезды (12.03.1945)